# La Sierrita Bajos de Balzamar
La Sierrita Bajos de Balzamar är en ort i Mexiko.   Den ligger i kommunen Técpan de Galeana och delstaten Guerrero, i den södra delen av landet, 270 km sydväst om huvudstaden Mexico City. La Sierrita Bajos de Balzamar ligger 1 844 meter över havet och antalet invånare är 172.
Terrängen runt La Sierrita Bajos de Balzamar är kuperad norrut, men söderut är den bergig. Terrängen runt La Sierrita Bajos de Balzamar sluttar söderut. Runt La Sierrita Bajos de Balzamar är det ganska glesbefolkat, med 22 invånare per kvadratkilometer. Närmaste större samhälle är El Porvenir, 18,6 km sydväst om La Sierrita Bajos de Balzamar. I omgivningarna runt La Sierrita Bajos de Balzamar växer i huvudsak städsegrön lövskog.